# Pony mousseye
Pony Mousseye är en hästras som utvecklats i västra Afrika men Mousseyeponnyerna lever och avlas främst runt floden Logone i Kamerun som därför räknas som dess hemland. Ursprunget är okänt hos rasen men troligtvis härstammar de från den nordafrikanska berberhästen. De är starka ridponnyer som har ett naturligt immunsystem mot sjukdomar som sprids med tsetseflugan som normalt skulle drabba andra hästar.

## Historia
Man vet inte exakt hur rasen har kommit till men man tror att den har utvecklats i samband med utvecklingen av Nigerias nationalras, den nigerianska hästen. Troligtvis härstammar båda dessa raser från den nordafrikanska berberhästen och har eventuellt korsats med andra lättare ökenhästar. Men Pony Mousseye lever och avlas mest runt floden Logone i Kamerun vilket de har gjort i alla tider. 
Pony Mousseye har alltid levt i området som är ganska isolerat från omvärlden vilket gjort att de små ponnyerna är relativt rena från främmande blod. Rasen är idag mycket sällsynt, men inte utrotningshotad.

## Egenskaper
Pony Mousseye är goda ridponnyer och har i förhållande till sin längd ett ganska stort huvud, kort men tjock nacke och en ganska lång rygg. Benen är korta men extremt starka och rasen har en mycket god uthållighet. De har ett lätthanterligt temperament och är ganska lätta att föda upp. Ponnyerna blir ca 130-140 cm i mankhöjd och förekommer i alla färger även om fux och skimmel är vanligast. 
Pony Mousseye finns främst i ett område som är känt för sina tsetseflugor som orsakar afrikansk sömnsjuka. Men de här hästarna har utvecklat ett naturligt skydd mot detta och är immuna mot sjukdomarna medan andra hästraser inte är det.